# Società Polisportiva Ars et Labor 1997-1998
Questa pagina raccoglie le informazioni riguardanti la Società Polisportiva Ars et Labor nelle competizioni ufficiali della stagione 1997-1998.

## Stagione
Nella stagione 1997-1998 la SPAL riparte, dopo l'inaspettata retrocessione in Serie C2, dal binomio Roberto Ranzani direttore sportivo e Gianni De Biasi allenatore; mentre Giovanni Donigaglia a distanza di un anno riprende in prima persona il comando delle operazioni. Il parco giocatori viene rinnovato ed assemblato con competenza, risultando in una squadra vincente che non fallirà l'obiettivo promozione. Il portiere Andrea Pierobon ed il bomber Emanuele Cancellato divengono i beniamini della tifoseria e lo resteranno per vari anni a venire: sono loro a trascinare i biancazzurri coadiuvati dall'esperto Fausto Pari e dalla coppia difensiva formata da Simone Airoldi e Riccardo Fimognari. Cancellato ha anche vinto con 19 reti, la classifica marcatori del girone B, staccando nettamente i concorrenti.
La SPAL allo stadio Paolo Mazza risulta implacabile, ottenendo 15 vittorie e 2 pareggi nelle 17 partite casalinghe; mentre incontra alcune difficoltà in trasferta. Il testa a testa con il Rimini di Mauro Melotti caratterizza il campionato: la vittoria dei romagnoli nello scontro diretto del girone di ritorno sembra spostare gli equilibri a favore dei biancorossi, tuttavia da quel momento la SPAL non sbaglierà un colpo e vincerà il torneo con 70 punti complessivi, ritornando così in C1. Nella Coppa Italia di Serie C i biancoazzurri vincono il girone D a cinque squadre con 7 punti, poi nei sedicesimi di finale superano nel doppio confronto il Prato, mentre negli ottavi di finale cedono il passo al Livorno.

## Rosa
| N. |                   | Ruolo | Calciatore          |
| -- | ----------------- | ----- | ------------------- |
|    | Italia (bandiera) | C     | Emilio Affuso       |
|    | Italia (bandiera) | D     | Simone Airoldi      |
|    | Italia (bandiera) | A     | William Aldrovandi  |
|    | Italia (bandiera) | D     | Pietro Assennato    |
|    | Italia (bandiera) | C     | Gaspare Cacciola    |
|    | Italia (bandiera) | A     | Emanuele Cancellato |
|    | Italia (bandiera) | D     | Silvano Cernicchi   |
|    | Italia (bandiera) | C     | Loris Del Nevo      |
|    | Italia (bandiera) | D     | Riccardo Fimognari  |
|    | Italia (bandiera) | A     | Manolo Gennari      |

| N. |                   | Ruolo | Calciatore        |
| -- | ----------------- | ----- | ----------------- |
|    | Italia (bandiera) | A     | Salvatore Giorgio |
|    | Italia (bandiera) | C     | Alfonso Greco     |
|    | Italia (bandiera) | C     | Luca Lomi         |
|    | Italia (bandiera) | D     | Thomas Manfredini |
|    | Italia (bandiera) | C     | Fausto Pari       |
|    | Italia (bandiera) | P     | Andrea Pierobon   |
|    | Italia (bandiera) | A     | Orazio Russo      |
|    | Italia (bandiera) | D     | Umberto Salamone  |
|    | Italia (bandiera) | D     | Simone Venturi    |
|    | Italia (bandiera) | A     | Alex Visentin     |

## Risultati

### Serie C2 (girone B)

#### Girone di andata
| Arbitro: | Esposito (Trapani) |

|                              |           |  |
| Fimognari 41’ Cancellato 80’ | Marcatori |  |

| Arbitro: | Lion (Padova) |

|  |           |                |
|  | Marcatori | 75’ Cancellato |

| Arbitro: | Alvino (Salerno) |

|             |           |  |
| De Feis 18’ | Marcatori |  |

| Arbitro: | Pozzi (Como) |

|                                              |           |            |
| Giorgio 10’ Cancellato 12’, 32’ Visentin 38’ | Marcatori | 66’ Ardito |

| Arbitro: | Alario (Civitavecchia) |

|  |           |               |
|  | Marcatori | 77’ Assennato |

| Arbitro: | N. Ayroldi (Molfetta) |

|                                   |           |               |
| Giorgio 52’ Cancellato 65’ (rig.) | Marcatori | 41’ S. Protti |

| Arbitro: | Ardito (Bari) |

|                     |           |  |
| Cancellato 33’, 78’ | Marcatori |  |

| Arbitro: | Manganelli (Milano) |

|                             |           |                |
| Barbini 9’ Gia. Savoldi 45’ | Marcatori | 63’ Cancellato |

| Arbitro: | Pascariello (Lecce) |

|                            |           |  |
| Airoldi 11’ Cancellato 49’ | Marcatori |  |

| Arbitro: | Papini (Perugia) |

|                    |           |  |
| Venturi 87’ (aut.) | Marcatori |  |

| Arbitro: | Palmieri (Cosenza) |

|             |           |  |
| Giorgio 88’ | Marcatori |  |

| Arbitro: | Urbano (Carbonia) |

|                               |           |                           |
| F. Fermanelli 48’ Sposito 71’ | Marcatori | 27’ Cacciola 42’ Salamone |

| Arbitro: | Bianco (Mestre) |

|              |           |          |
| Clementi 38’ | Marcatori | 90’ Lomi |

| Arbitro: | Cassarà (Palermo) |

|             |           |  |
| Gennari 31’ | Marcatori |  |

| Viareggio 21 dicembre 1997 15ª giornata | Viareggio              | 0 – 0 | SPAL | Stadio dei Pini\| Arbitro: \| D'Agostini (Frosinone) \| |
| Arbitro:                                | D'Agostini (Frosinone) |       |      |                                                         |

| Arbitro: | Ciulli (Roma) |

|                               |           |           |
| Greco 15’ Cancellato 45’, 86’ | Marcatori | 44’ Buscè |

| Arbitro: | Cavuoti (Vasto) |

|                            |           |  |
| Barontini 59’ Andreini 73’ | Marcatori |  |

#### Girone di ritorno
| Arbitro: | Ferrarini (Parma) |

|  |           |                     |
|  | Marcatori | 61’, 66’ Cancellato |

| Ferrara 25 gennaio 1998 19ª giornata | SPAL                | 0 – 0 | Maceratese | Stadio Paolo Mazza\| Arbitro: \| Lombardi (Lanciano) \| |
| Arbitro:                             | Lombardi (Lanciano) |       |            |                                                         |

| Arbitro: | Calcagno (Nichelino) |

|                                                 |           |  |
| Salamone 19’ Cancellato 69’ Casonato 90’ (aut.) | Marcatori |  |

| Arbitro: | N. Ayroldi (Molfetta) |

|  |           |             |
|  | Marcatori | 83’ Gennari |

| Arbitro: | Pivi (Legnano) |

|                            |           |  |
| Venturi 50’ Cancellato 75’ | Marcatori |  |

| Arbitro: | Battaglia (Messina) |

|            |           |  |
| Cecchi 71’ | Marcatori |  |

| Sassari 8 marzo 1998 24ª giornata | Torres       | 0 – 0 | SPAL | Stadio Acquedotto\| Arbitro: \| Pozzi (Como) \| |
| Arbitro:                          | Pozzi (Como) |       |      |                                                 |

| Arbitro: | Ingenito (Nocera Inferiore) |

|                       |           |  |
| Russo 24’ Giorgio 72’ | Marcatori |  |

| Arbitro: | Zaltron (Belluno) |

|                                        |           |  |
| Franzini 21’ Morabito 43’ Tedeschi 90’ | Marcatori |  |

| Arbitro: | Cirone (Palermo) |

|                            |           |  |
| Cancellato 25’ Giorgio 38’ | Marcatori |  |

| Arbitro: | Campofiorito (Chiavari) |

|  |           |                |
|  | Marcatori | 51’ Cancellato |

| Arbitro: | Biasutto (Vicenza) |

|          |           |  |
| Pari 78’ | Marcatori |  |

| Arbitro: | Palmieri (Cosenza) |

|                                          |           |           |
| Giorgio 45’ Gaspa 75’ (aut.) Gennari 88’ | Marcatori | 36’ Libro |

| Teramo 26 aprile 1998 31ª giornata | Teramo         | 0 – 0 | SPAL | Stadio Comunale\| Arbitro: \| Borelli (Roma) \| |
| Arbitro:                           | Borelli (Roma) |       |      |                                                 |

| Arbitro: | D'Agostini (Frosinone) |

|                             |           |  |
| Salamone 76’ Cancellato 90’ | Marcatori |  |

| Arbitro: | Cossero (Udine) |

|               |           |                                   |
| Spagnolli 84’ | Marcatori | 77’ Giorgio 90’ (rig.) Cancellato |

| Ferrara 17 maggio 1998 34ª giornata | SPAL            | 0 – 0 | Spezia | Stadio Paolo Mazza\| Arbitro: \| Ferlito (Prato) \| |
| Arbitro:                            | Ferlito (Prato) |       |        |                                                     |

## Coppa Italia

### Girone D
| Arbitro: | Ferrarini (Parma) |

|                             |           |                |
| Millesi 63’ (rig.) Toni 90’ | Marcatori | 85’ Cancellato |

| Arbitro: | Cossero (Udine) |

|                               |           |  |
| Giorgio 6’ Boscolo 56’ (aut.) | Marcatori |  |

| 3 settembre 1997 3ª giornata |  | – Turno di riposo Spal |  |  |

| Mantova 10 settembre 1997 4ª giornata | Mantova         | 0 – 0 | SPAL | Stadio Danilo Martelli\| Arbitro: \| Bianchi (Prato) \| |
| Arbitro:                              | Bianchi (Prato) |       |      |                                                         |

| Arbitro: | Campofiorito (Chiavari) |

|          |           |  |
| Lomi 59’ | Marcatori |  |

### Eliminazione diretta
| Arbitro: | Calcagno (Nichelino) |

|  |           |                       |
|  | Marcatori | 18’ Russo 87’ Giorgio |

| Arbitro: | Gazzi (Torino) |

|                                |           |               |
| Gennari 8’ Russo 34’, 52’, 64’ | Marcatori | 90’ De Simone |

| Arbitro: | Pieri (Genova) |

|                                           |           |                             |
| Aldovrandi 31’ Cancellato 63’ (rig.), 72’ | Marcatori | 12’ Scichilone 52’ Ferretti |

| Arbitro: | Alario (Civitavecchia) |

|              |           |  |
| Vincioni 90’ | Marcatori |  |